# Agatha Harkness
Agatha Harkness è un personaggio dei fumetti statunitensi creato da Stan Lee e Jack Kirby, pubblicato da Marvel Comics. La sua prima apparizione risale a Fantastic Four numero 94 del gennaio 1970. È una potente strega e una delle streghe originarie del processo alle streghe di Salem. Il personaggio ha debuttato come governante di Franklin Richards, il figlio di Mister Fantastic e della Donna invisibile.

## Biografia del personaggio

### Passato
Agatha Harkness è un'antichissima strega, che ha vissuto anche prima dell'affondamento di Atlantide. Nel corso del diciassettesimo secolo, Agatha guidò le streghe di Salem in un combattimento contro gli abitanti locali che le perseguitavano, ma, convinta che tali persecuzioni non potessero che aumentare, decise di consegnare alle autorità alcuni membri della sua comunità per placare la loro ira. Tuttavia, l'interferenza di Firestar, proveniente dal ventesimo secolo, e dei disaccordi interni alla comunità, la convinsero che la cosa migliore fosse isolarsi dal mondo. Pertanto, Agatha condusse la sua gente a Ovest, sulle Montagne Rocciose dove costruirono un nuovo rifugio, New Salem, protetto dal resto del mondo dalla magia. Alla fine del XVIII secolo, durante la guerra d'indipendenza americana, si unisce alle Figlie della Libertà, un gruppo di donne che combatte per la giustizia nel nuovo mondo. Utilizza i suoi secoli di esperienza per addestrarle nelle arti mistiche. Parecchi secoli più tardi Agatha si sposò ed ebbe un figlio, Nicholas Scratch, e decise di lasciare la sua comunità e di riprendere contatto con il mondo esterno, pensando che una società che si nascondeva e si chiudeva in sé stessa non poteva evolversi.

### Presente
Agatha Harkness viene presentata come la governante di Franklin Richards; quando i Terribili Quattro si presentano per rapire il bambino, la donna li respinge facilmente e confessa ai Fantastici Quattro di essere una strega. Successivamente, li assiste regolarmente, ad esempio nella battaglia contro Annihilus.
Frattanto, a Nuova Salem, Nicholas Scratch genera sette figli dotati di grandi poteri, che diventano noti come i Sette di Salem. Il gruppo prende il controllo della cittadina e convince i suoi abitanti che Agatha, lavorando per i Fantastici Quattro, abbia tradito i segreti della comunità. Agatha viene quindi rapita con Franklin e portata a Nuova Salem per essere processata; i due vengono seguiti dai Fantastici Quattro, che entrano in conflitto con i Sette di Salem. I Fantastici Quattro riescono a sconfiggerli e a liberare Agatha, mentre Scratch viene bandito in un'altra dimensione dopo che la sua malvagità viene rivelata alla comunità di Nuova Salem.
In seguito, Agatha si licenzia dal suo lavoro di governante per diventare la mentore di Wanda Maximoff / Scarlet Witch nell'uso della stregoneria La istruisce finché Scarlet non si sposa con Visione, comprendendo che ha assimilato tutto quello che poteva insegnarle. Il gruppo ottiene il controllo della comunità di Nuova Salem, catturano Agatha e la uccidono bruciandola sul rogo. La strega riesce comunque a comunicare con Wanda in una sorta di forma astrale post-mortem e, in una battaglia tra Scarlet e i Sette di Salem, l'energia dell'intera colonia sfugge al controllo dei Sette, distruggendo la cittadina. Seguendo gli indizi lasciati dalla forma astrale di Agatha, Wanda incanala l'energia rimanente per rimanere incinta di due gemelli, figli suoi e del marito androide Visione.
I piccoli figli di Wanda iniziano a mostrare comportamenti strani scomparendo per brevi periodi di tempo, mentre Wanda diventa instabile per lo smantellamento di Visione; Agatha torna rediviva senza fornire spiegazioni nello stesso momento. In seguito, Mefisto rivela che i figli di Wanda erano in realtà frammenti della sua stessa anima che ora ha riassorbito, Agatha cancella brevemente la memoria di Wanda e dei suoi figli per aiutare loro a gestire il trauma, ma è costretta a ripristinare i ricordi quando Agatha diventa una pedina in un complesso complotto di Immortus. Agatha aiuta poi gli Avengers nella loro battaglia contro Immortus.

### Vendicatori divisi
Dopo aver perso nuovamente la memoria dei suoi figli, Wanda affronta Agatha al riguardo. Nick Fury trova poi quello che sembra il cadavere di Agatha in casa sua, concludendo che doveva essere morta da tempo. Qualche tempo dopo, Wanda (affetta apparentemente da vuoti di memoria) dice a Clint Barton di essere curata da "zia Agatha" in un piccolo appartamento; tale Wanda si rivela essere in realtà un drone del Dottor Destino, che ha sostituito la vera Wanda.

### Vita da fantasma
Successivamente, Agatha compare nel Nuovo Multiverso come un fantasma. Appare a Wanda e conferma di essere stata uccisa da lei. Fa anche da narratrice onnisciente delle vicende di Visione, inducendo visioni precognitive attraverso un rituale arcano. Agatha combatte a fianco di Wanda e dello spirito della madre di quest'ultima, Natalya Maximoff, contro una manifestazione fisica del Caos, che vuole distruggere la stregoneria: i due spiriti incanalano la loro magia attraverso Wanda e, dopo l'evocazione di Quicksilver, riescono a sconfiggere l'essere, nonostante Order, la Dea della Stregoneria, venga gravemente ferita. Natalya si sacrifica per guarire Order, riportando anche in vita Agatha. Pur consapevole che la sua strada è strettamente legata a quella di Wanda, Agatha decide di prendersi del tempo per sé al fine di godersi nuovamente la vita.

### Le figlie della libertà
Agatha diventa membro delle Figlie della Libertà, dove insegna magia. Quando Capitan America scopre che Dryad è una Peggy Carter rediviva, Agatha appare per informarlo che le minacce che stanno affrontando le Figlie della Libertà sono associate alla sorella di Aleksander Lukin, Alexa. Agatha, in seguito, spiega a Shuri (nuovo membro del gruppo) che Selene detiene l'anima di Sharon Carter. Poi teletrasporta sé stessa, Sharon e Shuri nello stesso luoo dove si trova Selene.

### Midnight Suns
Durante una battaglia con Corina, un'enorme esplosione di energia riporta Agatha nel suo mondo natale. La strega raggiunge il suo apice fisico e mentale, ringiovanendosi d'aspetto, quindi si nasconde per un po' per adattarsi alla sua nuova condizione.

### Ripristino del Darkhold
Dopo aver fermato Necrodamus dall'attaccare Wanda, Agatha incontra la maga nel suo nuovo negozio di stregoneria Emporium. Wanda ha assorbito nella sua anima il Chthon eil Darkhold, ritenendo di poter sopportare tale fardello, mentre Agatha teme che diverse minacce potrebbero cercare di trarre vantaggio dalla situazione. Le due hanno uno scontro al termine del quale Agatha ammette la sua sconfitta; tuttavia, si trattava solo di uno stratagemma di Agatha per insinuarsi in Wanda e strapparle Chthon.
Agatha usa i resti di Chthon per creare un nuovo Darkhold e fa combattere Spider-Man e Wolverine nella foresta pluviale amazzonica, facendo vincere Wolverine per prenderlo sotto controllo. Fa combattere anche Iron Man e Tempesta (con la vittoria di Tempesta), la Torcia Umana e Ghost Rider, rinchiudendo la Torcia Umana quando viene sconfitta. Mentre Moon Knight caccia il Diavolo del Jersey, viene costretto da Agatha a combattere contro Taegukgi, finendo per arrendersi. Agatha usa i vincitori degli scontri a suo favore, evocandoli quando si trova nel Triangolo delle Bermuda per respingere dei demoni che vogliono impedirle di ricreare il Darkhold. Clea apprende da Spider-Man quello che sta succedendo e, dirigendosi nella foresta amazzonica, percepisce che qualcuno sta usando la magia del caos. La maga entra nel Piano Astrale dove incontra Agatha, che sta facendo combattere Deadpool e Dylan Brock / Venom. Agatha e Clea hanno uno scontro e Agatha torna nel suo corpo fisico nel Triangolo delle Bermuda. Successivamente, Agatha ottiene anche Ciclope dopo averlo fatto combattere con Capitan Marvel, che si arrende. Clea scopre il piano di Agatha di ricreare il Darkhold attraverso l'energia dei suoi campioni, il che spinge Spider-Man a contattare gli Avengers. Il gruppo arriva nel Triangolo delle Bermuda e Agatha scatena gli eroi in suo controllo contro di loro. Capitan Marvel e Wanda cercano di far ragionare Agatha, che ha appena ricreato il Darkhold; quest'ultimo viene fatto cadere, generando un'esplosione. Gli eroi cercano il corpo di Agatha, che non viene trovato; la strega si trova su una spiaggia, dove vede il Darkhold assumere una forma senziente.
Agatha si prende cura della versione senziente del Darkhold spacciandola per suo figlio. Mentre stanno viaggiando su un treno in incognito, vengono inseguiti da Wanda, finché il Darkhold non scappa da Agatha attraverso un fiume.

## Poteri e abilità
Agatha Harkness ha la capacità di attingere alla riserva infinita di energia magica ambientale di questo universo e manipolarla con una varietà di effetti. Le sue abilità derivano da tre fonti principali: poteri personali della mente/anima/corpo, poteri acquisiti toccando l'energia magica ambientale dell'universo e utilizzandola per effetti specifici e, infine, poteri acquisiti attraverso il tocco di energia extra-dimensionale invocando entità o oggetti di potere esistenti in dimensioni mistiche tangenti alla sua. Questi ultimi mezzi di potere si ottengono solitamente con la recitazione di incantesimi. Alcuni di questi effetti includono la formazione di dardi di energia magica con un alto grado di potenza e controllo, l'erezione di scudi energetici o schermi con un alto grado di resistenza ai danni fisici e magici, la creazione di illusioni, teletrasporto attraverso la faccia della Terra o in una dimensione mistica, riflessione su brevi o vaste distanze in un modo virtualmente identico alla telepatia, alla levitazione e alla proiezione astrale; inoltre Agatha è capace di controllare le forze della natura come fulmini, acqua, fuoco e vento.
Agatha ha una vasta conoscenza di incantesimi mistici e incantesimi che invocano nomi e aspetti di vari oggetti ed esseri di potere extra-dimensionali. Attraverso questi incantesimi, i magi sono in grado di invocare queste fonti di energia extradimensionali per effetti molto specifici senza mettere a dura prova le capacità personali. Il suo invecchiamento è estremamente rallentato, grazie all'uso della magia.
Il suo famiglio, un gatto di nome Ebony, è in realtà una potente creatura extradimensionale. Harkness è in rapporto psichico con il gatto e lo usa occasionalmente per fare commissioni per lei. A piacimento, può tornare a una forma più intimidatoria con artigli mostruosamente potenti e maggiore forza e velocità. La creatura rigenera i danni a una velocità incredibilmente accelerata e non può essere uccisa con mezzi meno estremi che disperdendo i suoi atomi in un'area considerevole.

## Altri media

### Televisione
- La prima apparizione televisiva di Agatha (doppiata in italiano da Rosalba Bongiovanni e in originale da Elizabeth Shepherd[2][3]) è nella serie animata I Vendicatori, prodotta da Fox Kids dove appare nelle vesti di mentore di Wanda nell'episodio Atteso risveglio (in originale The Sorcress Apprentice, terzultimo della serie) dove viene aiutata da Wanda e Visione contro i Sette di Salem.
- Nella serie animata X-Men: Evolution, Agatha (doppiata in originale da Pauline Newstone[3]) appare nell'episodio Misure E-x-treme (The Hex Factor in originale) della seconda stagione dove viene reclutata come maestra di magia di Wanda da Mystica.

### Marvel Cinematic Universe
Agatha Harkness appare all'interno del Marvel Cinematic Universe, interpretata da Kathryn Hahn e doppiata da Emanuela Damasio. Fa il suo debutto nella Saga del Multiverso; appare molto più giovane della sua controparte fumettistica e funge da antagonista di Scarlet Witch invece che da sua alleata.
- Compare per la prima volta come antagonista principale nella miniserie televisiva WandaVision (2021): qui è introdotta inizialmente come “Agnes”, la “vicina ficcanaso” di Wanda e Visione nella cittadina di Westview. Nel corso delle vicende Agnes compare più volte a casa dei Maximoff, apparentemente sotto il controllo della magia di Wanda come il resto dei cittadini, manipolando di nascosto alcuni degli eventi. Solo nel finale Agatha rivela la sua vera identità: la Harkness è in realtà una strega nata durante l’era di Salem, dotata del dono peculiare di risucchiare la magia e l’energia vitale delle streghe che la attaccano, dono che ha usato per rimanere giovane per secoli, ed è giunta a Westview per rubare le abilità di Wanda. Dopo aver viaggiato nei ricordi della Maximoff, Agatha intuisce la sua natura di Scarlet Witch e prende in ostaggio i suoi figli, i gemelli Billy e Tommy, per poi combatterla per rubarle i poteri. Tuttavia l’altra strega la sconfigge e la intrappola a Westview nei panni di Agnes, senza memorie né magia.
- Agatha è ricomparsa anche nella terza stagione della prima serie animata dell'MCU What If...? (2021).
- Agatha compare nuovamente come protagonista nella miniserie televisiva Agatha All Along (2024). Tre anni dopo il finale di WandaVision, Agatha viene liberata dall’incantesimo di Wanda da uno strambo adolescente e aspirante strega che prega la Harkness di condurlo sulla leggendaria “Strada delle Streghe”, un luogo mistico pieno di insidie che esaudisce i desideri della congrega che riesce ad attraversarla. Agatha e il ragazzino reclutano allora le streghe Jennifer Kale, Alice Wu-Gulliver e Lilia Calderu per comporre una congrega, con lo scopo di sconfiggere la Strada e riottenere la propria magia. Lungo il sentiero il gruppo viene raggiunto dalla Strega Verde Rio Vidal, ex-amante di Agatha ai tempi di Salem. Un flashback svela che Rio, in realtà la Morte, fu costretta secoli prima dal suo compito a separare Agatha dal figlio Nicholas, gravemente malato. Dopo tale evento Agatha aveva sfruttato una ballata ideata da Nicholas per creare il mito della Strada delle Streghe, allo scopo di imbrogliare centinaia di streghe ingenue e rubare i loro poteri: la Strada non è mai esistita, e quella su cui il gruppo è giunta è in realtà una finzione creata inconsciamente dalla magia del ragazzino, in realtà una reincarnazione di Billy Maximoff, che Rio intende reclamare a sé. Agatha, che lungo la Strada ha legato con Billy, lo salva lasciandosi prendere da Rio al suo posto e morendo. Riesce però a tornare da Billy come fantasma, dichiarando di non essere ancora pronta a confrontarsi con il figlio nell’aldilà. Perciò parte con Billy per trovare suo fratello, Tommy.

## Accoglienza
Deirdre Kaye di Scary Mommy ha definito Agatha Harkness un "modello" e un personaggio femminile "veramente eroico". The AV Club ha classificato Agatha Harkness al 38º posto nella sua lista dei "100 migliori personaggi Marvel". Il personaggio del capitano Jack Harkness di Doctor Who e del suo spin-off Torchwood è stato chiamato così come omaggio ad Agatha Harkness.
Brady Langmann di Esquire ha classificato Agatha Harkness al 4° posto nella lista dei "Migliori personaggi dell'Universo Cinematografico Marvel". Richard Fink di MovieWeb ha detto che Harkness è diventata "incredibilmente popolare" e ha guadagnato una "base di fan fedeli" dopo che la sua canzone "Agatha All Along" è diventata virale. Cat Hampton di Collider ha definito Harkness uno dei personaggi preferiti dai fan per via della canzone. Ben Saffle di Comic Book Resources ha dichiarato che Agatha Harkness ha guadagnato un fandom in WandaVision che l'ha portata a ottenere un suo spin-off, intitolato anch'esso Agatha All Along.